# Nototriton richardi
Nototriton richardi es una especie de salamandras en la familia Plethodontidae.
Es endémica de Costa Rica, en la Cordillera Volcánica Central.
Su hábitat natural son los montanos húmedos tropicales o subtropicales.
Está amenazada de extinción debido a la destrucción de su hábitat.